# NGC 3607
NGC 3607 је елиптична галаксија у сазвежђу Лав која се налази на NGC листи објеката дубоког неба.
Деклинација објекта је + 18° 3' 8" а ректасцензија 11h 16m 54,5s. Привидна величина (магнитуда) објекта NGC 3607 износи 9,9 а фотографска магнитуда 10,9. Налази се на удаљености од 22,120 милиона парсека од Сунца. NGC 3607 је још познат и под ознакама UGC 6297, MCG 3-29-20, CGCG 96-21, PGC 34426.